# Mount Loch
Mount Loch är ett berg i Australien. Det ligger i regionen Alpine och delstaten Victoria, omkring 220 kilometer nordost om delstatshuvudstaden Melbourne. Toppen på Mount Loch är 1 865 meter över havet, eller 326 meter över den omgivande terrängen. Bredden vid basen är 11,1 km.
Runt Mount Loch är det mycket glesbefolkat, med 4 invånare per kvadratkilometer.. 
I omgivningarna runt Mount Loch växer i huvudsak städsegrön lövskog. Genomsnittlig årsnederbörd är 1 070 millimeter. Den regnigaste månaden är juni, med i genomsnitt 148 mm nederbörd, och den torraste är januari, med 45 mm nederbörd.